# Karen Mok
Karen Mok, pseudonimo di Karen Joy Morris, (caratteri cinesi: 莫文蔚) (Hong Kong, 2 giugno 1970), è una cantante, attrice, designer produttrice discografica e compositrice cinese.

## Biografia
Karen Mok ha origini eurasiatiche: suo padre (Alan Morris) è mezzo cinese e mezzo gallese, mentre sua madre (Mok Ho Man Yee) è mezza cinese, un quarto iraniana ed un quarto tedesca. È sorella dello scrittore e produttore Trevor Morris, ed una discendente di Alfred Morris, il primo preside del King's College di Hong Kong. Parla fluentemente inglese, cantonese, mandarino, italiano, tedesco e francese.
Ha frequentato una collegio femminile diocesano di Hong Kong per l'istruzione primaria, trasferendosi all'estero nel 1987. Ha frequentato il Collegio del Mondo Unito dell'Adriatico vicino a Trieste dal 1987 al 1989, e si è laureata in letteratura italiana all'Università di Londra. Ha recitato nel tour internazionale del musical di Broadway Rent nel ruolo di Mimi, durante le tappe asiatiche del 2005 e del 2006. Il 10 ottobre 2008, Karen Mok ha lanciato la sua collezione di profumi ad Hong Kong.

### Vita privata
Il 1º ottobre 2011 si è sposata a Firenze con il tedesco Johannes Natterer (già padre di tre figli avuti da un precedente matrimonio).

## Attivismo
Mok è un'avvocatessa degli animali, e una delle celebrità asiatiche a essere entrata nella classifica dei Meglio Vestiti del 2008 della branca asiatico-pacifica dell'associazione PETA (People for the Ethical Treatment of Animals) Mok si è unita agli sforzi per aiutare gli orsi cinesi, la cui bile viene usata per scopi medicinali.
Nel 2007 Mok ha partecipato all'MTV EXIT, una campagna contro il traffico di esseri umani in Asia, presentando il documentario Traffic: An MTV EXIT Special.

## Filmografia

### Cinema
- Ching guan nan shen (清官難審), regia di Chi-Yuk Cheung (1994)
- Sai yau gei: Yut gwong bou haap (西遊記之月光寶盒), regia di Jeffrey Lau (1995)
- Sai yau gei: Sin leui kei yun (西遊記2 之仙履奇緣), regia di Jeffrey Lau (1995)
- Jiu shi shen gun (救世神棍), regia di Chi-Ngai Lee (1995)
- Wui wan yeh (回魂夜), regia di Jeffrey Liu (1995)
- Angeli perduti (墮落天使), regia di Wong Kar-wai (1995)
- Si ge 32A he yi ge xiang jiao shao nian (四個32A和一個香蕉少年), regia di Eric Tsang (1996)
- Gu huo nu zhi jue zhan jiang hu (古惑女), regia di Billy Tang (1996)
- Goo waak zai 3: Jek sau je tin (古惑仔III之隻手遮天), regia di Andrew Lau (1996)
- Si mian xia wa (四面夏娃), regia di Kwok-Leung Gan, Eric Kot, Jan Lamb (1996)
- Wo ai chu fang (我愛廚房), regia di Ho Yim (1996)
- La vendetta della maschera nera (黑俠), regia di Daniel Lee (1996)
- Sik ching nam lui (色情男女), regia di Derek Yee (1996)
- God of Cookery (食神), regia di Stephen Chow e Lik-Chi Lee (1996)
- 97 Goo waak zai: Zin mo bat sing (97古惑仔之战无不胜), regia di Andrew Lau (1997)
- Choh chin luen hau dik yi yan sai gaai (初纏戀後之二人世界), regia di Eric Kot (1997)
- Suen sei cho (算死草), regia di Joe Ma (1997)
- Yit huet jui keung (熱面最強), regia di Patrick Leung (1997)
- King of Comedy (喜劇之王), regia di Stephen Chow e Lik-Chi Lee (1999)
- Sam dung (心動), regia di Sylvia Chang (1999)
- Biu che ji che san chuen suet (車神傳說), regia di Aman Chang (2000)
- All the Way (走到底), regia di Shi Runjiu (2001)
- Gau Lung bing sat (九龍冰室), regia di Jingle Ma (2001)
- Shaolin Soccer (少林足球), regia di Stephen Chow (2001)
- Chuet sai hiu bra (絕世好bra), regia di Chan Hing-ka e Patrick Leung (2001)
- Office yau gwai (Office有鬼), regia di Marco Mak (2002)
- Zhu ba da lian meng (豬扒大聯盟), regia di Kim Wah Lou (2002)
- So Close (夕陽天使), regia di Corey Yuen (2002)
- Vampire Effect (千机变), regia di Dante Lam (2003)
- Dai lo oi mei lai (大佬愛美麗), regia di Stephen Fung (2004)
- Il giro del mondo in 80 giorni (Around the World in 80 Days), regia di Frank Coraci (2004)
- Tung mung kei yun (童夢奇緣), regia di Teddy Chan (2005)
- Sei dai tinwong (四大天王), regia di Daniel Wu (2006) - cameo
- Lo kong ching chuen (老港正傳), regia di Samson Chiu (2007)
- Mi guo (迷果), regia di Zhang Yibai (2008)
- The Coffin (棺木), regia di Ekachai Uekrongtham (2008)
- Man of Tai Chi, regia di Keanu Reeves (2013)
- Da hua xi you 3 (大话西游3), regia di Jeffrey Lau (2016)

### Cortometraggi
- wkw/tk/1996@7'55"hk.net, regia di Wong Kar-wai (1996)
- From Ashes to Ashes, regia di Leslie Cheung (2000)

### Doppiaggio
- Principessa Kida in Atlantis - L'impero perduto, regia di Gary Trousdale e Kirk Wise (2001) - versione cantonese
- Yingying in Lung do kei yuen (龍刀奇緣), regia di Antony Szeto (2005)

## Doppiatrici italiane
- Giò-Giò Rapattoni in Angeli perduti
- Federica De Bortoli in La vendetta della maschera nera
- Tiziana Avarista in Il giro del mondo in 80 giorni
- Benedetta Degli Innocenti in Man of Thai Chi

## Discografia

### Album
| Numero | Titolo dell'album | Lingua    | Anno di pubblicazione |
| ------ | --- | --------- | --------------------- |
| 1º     | 同名專輯 Karen | cantonese | 1993                  |
| 2º     | 全身莫文蔚 Karen Mok In Totality | cantonese | 1996                  |
| 3º     | 做自己 To Be | cinese    | 1997                  |
| 4º     | 我要說 I Say | cinese    | 1998                  |
| 5º     | 就是莫文蔚 | cinese    | 1999                  |
| 6º     | Ni Ke Yi (你可以; You Can) | cantonese | 1999                  |
| 7º     | 莫文蔚NO.1新曲+精選 Karen More | cinese    | 2000                  |
| 8º     | 十二樓的莫文蔚 Karen Mok on the Twelfth Floor                                                                                       | cinese    | 2000                  |
| 9º     | 一朵金花 Golden Flower | cantonese | 2001                  |
| 10º    | [i] | cinese    | 2002                  |
| 11º    | Ai Sha Ni X [愛死妳 X; Love Killed You X] Nota: Questo album è più comunemente noto con il titolo abbreviato "X" tra gli anglofoni. | cinese    | 2003                  |
| 12º    | 如果沒有你 Without You | cinese    | 2006                  |
| 13º    | 拉活…莫文蔚 L!VE is… KAREN MOK | cinese    | 2007                  |
| 14º    | 就i Karen 莫文蔚精選 I love Karen Mok best collection                                                                               | cinese    | 2008                  |

### EP
| Numero | Titolo dell'album                 | Lingua    | Anno di pubblicazione |
| ------ | --------------------------------- | --------- | --------------------- |
| 1º     | 愛自己 Love Yourself              | cinese    | 1997                  |
| 2º     | 莫文蔚我愛你 Karen Mok I Love You | cinese    | 1998                  |
| 3º     | Silent                            | inglese   | 1998                  |
| 4º     | 回家 BACK                         | cantonese | 1999                  |
| 5º     | 實況轉播 live show                | cinese    | 1999                  |
| 6º     | Karen Mok                         | cantonese | 2000                  |
| 7º     | 再生 Live Again                   | cantonese | 2000                  |

### Colonne sonore per film o serie TV
| Numero | Titolo dell'album                          | Anno di pubblicazione |
| ------ | ------------------------------------------ | --------------------- |
| 1º     | 我愛你 電影原聲大碟 I Love You             | 1998                  |
| 2º     | 海上花 電影原聲大碟 Flowers of Shanghai    | 1998                  |
| 3º     | 喜劇之王 電影原聲大碟 King of Comedy       | 1999                  |
| 4º     | 夕陽天使 電影原聲大碟 So Close             | 2002                  |
| 5º     | 求婚事務所 電視原聲大碟 Say Yes Enterprise | 2004                  |

## Premi
| Anno | Premio |
| ---- | --- |
| 1996 | - Golden Bauhinia Awards: "Miglior attrice di supporto" (Angeli perduti) - Hong Kong Film Award: "Miglior attrice di supporto" (Angeli perduti) |
| 1997 | - Golden Horse Award: nomination come "Miglior attrice" (God of Cookery) - Hong Kong Film Award: nomination come "Miglior attrice" (God of Cookery) - Hong Kong Film Award: nomination per la "Miglior canzone del film originale"                                                                             |
| 2000 | - Golden Bauhinia Awards: nomination come "Miglior attrice di supporto" (Tempting Heart) |
| 2003 | - Quattordicesimi Golden Melody Awards, Taiwan: "Miglior artista donna mandarina" |
| 2006 | - Hong Kong Film Award: nomination come "Miglior attrice" (Wait 'Til You're Older) |
| 2008 | - Diciannovesimi Golden Melody Awards, Taiwan: "Miglior album mandarino dell'anno" - Diciannovesimi Golden Melody Awards, Taiwan: nomination come "Miglior artista donna mandarina" - Hong Kong Film Award: nomination come "Miglior attrice di supporto" (Mr. Cinema) - MTV Asia Awards: Premio "Ispirazione" |